# هيربرت فيرنانديز دي أنداردي
هيربرت فيرنانديز دي أنداردي (بالبرتغالية: Heberty Fernandes de Andrade‏) (29 أغسطس 1988 في ساو باولو في البرازيل – )؛ هو لاعب كرة قدم كان يلعب كلاعب وسط.

## وصلات خارجية
- هيربرت فيرنانديز دي أنداردي على موقع رابطة كرة القدم اليابانية للمحترفين (اليابانية)
- هيربرت فيرنانديز دي أنداردي على موقع قاعدة بيانات كرة القدم.إي يو (الإنجليزية)
- هيربرت فيرنانديز دي أنداردي على موقع Soccerway.com (الإنجليزية)
- هيربرت فيرنانديز دي أنداردي على موقع عالم كرة القدم.نت (الإنجليزية)